# Northumbrian
Northumbrian war eine Dampflokomotive, die im Jahr 1830 von Robert Stephenson für die Liverpool and Manchester Railway gebaut wurde und den offiziellen Eröffnungszug auf dieser Strecke führte. Die Lokomotive wies gegenüber der Rocket einige wesentliche Neuerungen auf. So wurde erstmals der Dampflokomotivkessel in seiner später üblichen Bauform mit Rauchkammer und an den Langkessel angebautem Stehkessel eingesetzt. Die Zylinder waren erstmals beinahe horizontal angeordnet. Weiter wurde für die Lokomotive erstmals ein Schlepptender gebaut, ein Wagen der eigens für den Transport der Wasser- und Brennstoffvorräte bestimmt ist.
Im Gegensatz zur Northumbrian war bei der Rocket der Stehkessel noch vom Langkessel abgesetzt und die Wasser- und Dampfräume der beiden Kessel nur mit Rohren miteinander verbunden. Die Rocket hatte noch keinen eigentlichen Schlepptender für den Transport der Vorräte. Die Aufgabe wurde von einem normalen Güterwagen übernommen, auf dem der Koks und ein Fass Wasser mitgeführt wurde, wobei die Lok manchmal ohne diesen Wagen unterwegs war.
Abweichend zu den später üblichen Dampflokomotiven waren bei der Northumbrian die Zylinder hinter dem einzigen Treibradsatz angeordnet. Die Gewichtsverteilung der Lokomotive war dadurch ungünstig, weil die schweren Komponenten wie Zylinder und Feuerbüchse über dem Laufradsatz lagen und die Treibachse nur das relativ leichte vordere Ende des Dampfkessels trug. Dies führte dazu, dass die Lok beim Ziehen zum Schleudern neigte, zumal die Kraft an der Kupplung dazu führte, dass sich das Vorderende der Lok anhob und somit die Triebachse weiter entlastet wurde. Weiter führte die Anordnung der Zylinder zusammen mit dem kurzen Achsstand zu einem unruhigen Lauf, indem sich die Lokomotive stark um die Gierachse bewegte und somit schlingerte. Bei späteren Konstruktionen wurde ein längerer Radstand verwendet, womit dieses Problem entschärft wurde.